# Saison 7 de Médium
Chronologie
Saison 6
Cet article présente le guide des épisodes de la septième et dernière saison de la série télévisée américaine Médium.

## Distribution de la saison

### Acteurs principaux
- Patricia Arquette (V. F. : Françoise Cadol) : Allison DuBois
- Jake Weber (V. F. : Pierre Tessier) : Joe (Joseph) DuBois
- Miguel Sandoval (V. F. : Philippe Catoire) : Procureur Manuel Devalos
- Sofia Vassilieva (V. F. : Lisa Caruso) : Ariel DuBois
- Maria Lark (V. F. : Alice Orsat) : Bridget DuBois
- David Cubitt (V. F. : Renaud Marx) : Détective Lee Scanlon
- Miranda Carabello (V. F. : Jeanne Orsat) : Marie DuBois

### Acteurs récurrents
- Bruce Gray (V. F. : Jean-Pierre Rigaux) : Père de Joe
- Tina DiJoseph (en) (V. F. : Cathy Diraison) : Adjointe au maire Lynn DiNovi
- Kathy Baker (V. F. : Mireille Delcroix) : Marjorie DuBois
- Roxanne Hart : Lily Devalos
- Dean Norris : Paul Scanlon, le frère de Lee
- David Arquette (V. F. : Arnaud Arbessier) : Michael Benoit (demi-frère d'Allison, médium)
- John Glover : Carson Churchill

## Épisodes

### Épisode 1:Je est une autre
- États-Unis /  Canada : 24 septembre 2010 sur CBS / /A\[1]
- Québec : 14 juin 2011 sur Ztélé[2]
- France : 17 septembre 2011 sur M6
- Suisse : sur TSR1
- Belgique : sur RTL-TVI

- États-Unis : 6,1 millions de téléspectateurs (première diffusion)

- Tracey Walter (Walter Durant)
- Carlos Jacott (Gary Durant)
- Dylan Minnette (Cameron Berkley)
- Tony Sirico (Tony)
- Royana Black (Mrs. Hudson)
- Tom Schmid (Cameron's Dad)
- Michael Hyatt (Cameron's Attorney)
- Emily Kuroda (Morgue Attendant)
- Michael Patrick McGill (City Worker)

### Épisode 2:Les Signes de Cupidon
- États-Unis : 1er octobre 2010 sur CBS
- Québec : 21 juin 2011 sur Ztélé[3]
- France : 17 septembre 2011 sur M6

- États-Unis : 5,95 millions de téléspectateurs (première diffusion)

- Tina DiJoseph (Lynn DiNovi)
- Jessica Hecht (Judy Bennette)
- Tony Hale (Gil Bureli)
- Lana Parrilla (Lydia Halstrom)
- Michael Gladis (Dave Anderson)
- Frank Cappello (Waiter)
- Edward Padilla (Clerk)
- Ronnie Gene Blevins (Biker)
- Brett Collier (Meter Attendant)
- Elizabeth Ann Roberts (Melinda Sully)

### Épisode 3:M. Justice
- États-Unis : 8 octobre 2010 sur CBS
- Québec : 28 juin 2011 sur Ztélé[4]
- France : date inconnue sur M6

- États-Unis : 6,08 millions de téléspectateurs (première diffusion)

- Tina DiJoseph (Lynn DiNovi)
- Dean Norris (Paul Scanlon)
- Frank Whaley (Gabe Helling)
- Blake Gibbons (Lawrence Raymond/Shirtless Man)
- Angela Pierce (Samantha Coakley)
- Griffin Cleveland (Young Lee Scanlon)
- Austin Trace (Young Paul Scanlon)
- Matt McTighe (Father)
- Seri DeYoung (Rebecca Coakley)
- Amanda Leigh Cobb (Mrs. Raymond)
- Eric Unger (Son)

### Épisode 4:Self Control
- États-Unis : 15 octobre 2010 sur CBS
- Québec : 5 juillet 2011 sur Ztélé[5]

- États-Unis : 5,93 millions de téléspectateurs (première diffusion)

- Tina DiJoseph (Lynn DiNovi)
- Dean Norris (Paul Scanlon)
- Bruce Gray (Joe's Dad)
- Tom Wopat (Sheriff John Guillory)
- Elizabeth Rice (Caroline Krueger)
- Jarod Einsohn (Deputy 1)
- Patrick Zeller (Officer)
- Vedette Lim (Paramedic)
- Bruce Gray (Joe's Dad)
- Antonio D. Charity (Deputy #2)

### Épisode 5:La Main au collier
- États-Unis : 22 octobre 2010 sur CBS
- Québec : 12 juillet 2011 sur Ztélé[6]

- États-Unis : 6,54 millions de téléspectateurs (première diffusion)

- Tina DiJoseph (Lynn DiNovi)
- Matthew Glave (Dr Heath Timlin)
- Gregg Henry (Coach Swanson)
- Marc Vann (Wayne Lundgren)
- Katie Sigismund (Coach Amy Gabler)
- Teri Reeves (Monica Janeway)
- Stan Egi (Surgeon)
- Don Fischer (Josh Whitman)
- Mary Garripoli (Mrs. Lundgren)
- Candice Azzara (Elderly Woman)

### Épisode 6:Où étiez-vous quand…?
- États-Unis : 29 octobre 2010 sur CBS
- Québec : 19 juillet 2011 sur Ztélé[7]

- États-Unis : 6,83 millions de téléspectateurs (première diffusion)

- Clancy Brown (Rob Walcott)
- David Burke (Gavin Finch)
- Angela Paton (Mrs. Halstead)
- Rick Gifford (Booth Guard #1)
- Stoney Westmoreland (Russ O'Toole)
- Jennifer Chang (Secretary)
- Caroline Kingsolving (History Teacher)
- Jodi Fleisher (Art Teacher)
- Michael Manuel (Booth Guard #2)
- Jack Harding (Goateed Man)

### Épisode 7:Xénoglossie
- États-Unis : 5 novembre 2010 sur CBS
- Québec : 26 juillet 2011 sur Ztélé[8]

- États-Unis : 6,97 millions de téléspectateurs (première diffusion)

- Judy Reyes (Jane Livingston)
- Rena Sofer (Dr Natalie Salem)
- Mark Webber (Blond Man/Man in Fireproof Suit)
- Jesse James Youngblood (Navajo/Bank Robber)
- Zahn McClarnon (Alex Keeswood/Driver)
- Stevens Gaston (Merchant)

### Épisode 8:La Guerre du feu
- États-Unis : 12 novembre 2010 sur CBS
- Québec : 2 août 2011 sur Ztélé[9]

- États-Unis : 6,88 millions de téléspectateurs (première diffusion)

- Tina DiJoseph (Lynn DiNovi)
- Roxanne Hart (Lily Devalos)
- Carlos Gomez (Benito Velez)
- Jason Beghe (Frank Davenport)
- Suzanne Cryer (Joanna Spencer)
- Samantha Droke (Charlotte Spencer)
- Rob Mayes (Young Fireman)
- Nicholas Logan (Eddie)
- Ross Philips (Young Man)
- Benjamin Byron Davis (Aaron Foley)
- Bernardo De Paula (Wilfredo Soto)
- Greg Felden (Consultant)
- Bill Seward (Reporter #1)
- Gina St. John (Reporter #2)

Allison rêve d'une jeune fille dont l'appartement est en feu et qui est sauvée par un pompier. Le lendemain, Devalos et elle préparent un procès concernant un caïd de la drogue : le témoin capital est protégé par la police.
Mais la nuit suivante, Allison fait un nouveau rêve : la jeune fille, loin d'avoir été sauvée par le pompier, a été tué par lui. D'autre part, peu de temps après, le témoin clef meurt des suites d'un incendie que la police suppose accidentel. Allison se demande si les deux affaires sont liées.

### Épisode 9:Dans l'oeil du cyclone
- États-Unis : 19 novembre 2010 sur CBS
- Québec : 9 août 2011 sur Ztélé[10]

- États-Unis : 7,31 millions de téléspectateurs (première diffusion)

- Brian F. O'Byrne (Clark Kerwin)
- Laura San Giacomo (Susannah Collings)
- Mitch Pileggi (Dan Burroughs)
- Sterling K. Brown (Todd Gillis)
- Brian Howe (John Claybourne)
- Max Baker (Dale Oleck)
- Abbie Cobb (Stacey McKay)
- Ed F. Martin (C.E.O.)
- Melissa Bickerton (ND Female Neighbor)
- Tom Hornof (ND Male Neighbor)
- Yolanda Lloyd Delgado (ND Neighbor #2)
- Tyler Champagne (Young Boy)

Quand un homme condamné pour viol sur mineure et placé en libération conditionnelle s'installe dans le quartier de la famille DuBois, les riverains sont plutôt en colère et inquiets.
Néanmoins, Allison fait un rêve selon lequel cet homme, ancien professeur de lettres, avait été piégé par la prétendue victime et injustement condamné.
Le problème est que la fille d'une des voisines d'Allison disparaît peu de temps après. On retrouve la jeune fille morte, lardée de blessures au couteau ; sur l'arme se trouvent les empreintes digitales du professeur. 
Toutefois Allison doute encore de sa culpabilité et pense à un coup monté. Mais le professeur de lettres, durant sa garde à vue, se suicide par pendaison.

### Épisode 10:Des ombres à l'horizon
- États-Unis : 3 décembre 2010 sur CBS
- Québec : 16 août 2011 sur Ztélé[11]

- États-Unis : 6,65 millions de téléspectateurs (première diffusion)

- Kathy Baker (Majorie Dubois)
- Raul Esparza (David Ostrowski (Joe's Dad))
- H. Richard Greene (Sam Diller)
- Matthew Arkin (Dr Chapman)
- Aaron Hendry (Jerry Thornton)
- Logan Lipton (Tom)
- Hunter Seagroves (Bob)
- Thomas Blake (Bad Cell)
- James Budig (Third Man)
- Michelle Diaz (Latina Woman/Ingrid Martinez)
- Lisa Ross (Well-Dress Woman)

Un homme est mort, percuté par un train entrant en gare. Mais Allison rêve de l'action d'un SDF l'ayant volontairement poussé sur la voie.
Allison rêve ensuite d'une femme poussée, dans des circonstances identiques, par le même homme, mais dans une autre gare. Une protection de la femme est organisée.
Allison aidera la police à trouver le lien qui unit la victime décédée, la femme supposée être la prochaine victime et l'auteur des faits.

### Épisode 11:Un Seul et même corps
- États-Unis : 7 janvier 2011 sur CBS
- Québec : 23 août 2011 sur Ztélé[12]

- États-Unis : 6,9 millions de téléspectateurs (première diffusion)

- David Arquette (Michael Benoit)
- John Glover (Carson Churchill)
- Lesley Boone (Justine Godrich)
- Lee Reherman (Jason Bumgarner)
- Ron Orbach (Ken Corrigan)
- Matt McKenzie (Managerial Type)
- Jayne Taini (Heavyset Woman)
- Ruby Lewis (Female Victim)

Après un rêve, Allison ne tarde pas à découvrir qu'un homme mort, prénommé Carson et auteur de livres à succès sur la confiance en soi, a sauvé Mickaël d'une tentative de suicide et a passé un pacte avec lui : Carson aidera Mickaël dans son travail de visiteur médical, et en contrepartie Carson pourra « utiliser » le corps de Mickaël pendant qu'il dort pour continuer son dernier livre non terminé afin que ce livre puisse aider sa veuve par les revenus qu'il lui apportera.
Allison se rend rapidement compte que Carson a d'autres motivations moins altruistes et plus néfastes envers certaines personnes.

### Épisode 12:Dans la douleur/Et maintenant rêvez
- États-Unis : 14 janvier 2011 sur CBS
- Québec : 30 août 2011 sur Ztélé[13]
- Belgique : 14 mai 2012 sur Plug RTL

- États-Unis : 6,61 millions de téléspectateurs (première diffusion)

- Christian Camargo (Jeremy Haas)
- Linda Callahan (Dr Tramble)
- Brian Schwary (Robert Edward Lowell)
- Jillian Armenante (Veronica)
- Nicole DuPort (Elena Haas)
- Bellina Logan (Miss Alpert)
- Andy Umberger (Principal Brand)
- Toussaint Jeanlouis (Mailman)

Un homme cherche désespérément l'aide d'Allison pour déterminer la vraie nature de la disparition de sa femme, survenue deux ans auparavant. Comme Allison, qui doit se rendre à un important entretien à Denver le lendemain, n'a guère le temps de s'occuper de son affaire, l'homme ne trouve d'autre moyen que de kidnapper Allison avant qu'elle ne prenne l'avion et de la séquestrer, afin qu'elle « se force à rêver » de la disparue. Et effectivement, Allison va rêver de la disparition de la jeune femme, et du meurtre horrible dont elle a été victime…

### Épisode 13:Un baiser pour l'éternité
- États-Unis : 21 janvier 2011 sur CBS
- Québec : 6 septembre 2011 sur Ztélé[14]
- Belgique : 14 mai 2012 sur Plug RTL
- France : 29 octobre 2011 sur M6

- États-Unis : 7,87 millions de téléspectateurs (première diffusion)

- Tina Dijoseph (Lynn Dinovi)
- Enrique Murciano (Luis Amenabar)
- Roger Bart (Dennis Caruso)
- Sasha Pieterse (Marie à 14 ans)
- Jacob Vargas (Eduardo Garcia)
- Lily Knight (Juge Malone)
- Scott Alan Smith (Byron Knox)
- Gabriel Salvador (Alberto Ruiz)
- Charlie Koznick (David)
- J. Paul Boehmer (Avocat)
- Geno Monteiro (Bailiff)
- Gina St. John (Journaliste)
- Arianna Ortiz (L'homme de la maison de repos)
- Kaiyana Rain (Journaliste)

Dans la séquence introductive pré-générique, Allison fait un cauchemar selon lequel l'avion en provenance d'Hawaï dans lequel se trouvait Joe s'écrase près des côtes mexicaines. 
Après le générique, le téléspectateur est informé que ce qui suit se déroule « 7 ans après ». Allison est devenue adjointe du procureur général. Celui-ci n'est plus Devalos, qui est devenu maire de Phoenix. Ariel est enceinte, Bridgette est à l'université et Marie est une adolescente. Allison est impliquée, en tant que procureur-adjoint, à une affaire de drogue qui pourrait être liée indirectement à Joe. En effet elle a des flashes lui indiquant que Joe aurait survécu au crash aérien et qu'il résiderait, amnésique, au Mexique.
Allison se réveille de son rêve. Elle voit Joe, qui lui annonce que tout ce qu'elle a vu sur son futur était un rêve qu'il lui a envoyé. Il est bien mort dans le crash de l'avion, et il veut qu'elle continue à vivre, qu'elle devienne avocate puis procureur-adjoint, et qu'elle tente de mener une vie heureuse, même sans lui. 